# Metro v Nankingu
Metro v Nankingu (čínsky v českém přepisu Nan-ťing Ti-tchie, pchin-jinem Nánjīng Dìtiě, znaky zjednodušené 南京地铁, tradiční 南京地鐵) v provincii Ťiang-su Čínské lidové republiky bylo uvedeno do provozu linkou 1 v roce 2005 a druhou linkou otevřenou v roce 2010 dosáhlo celkové délky 87 kilometrů. K roku 2024 má 236 stanic na 14 linkách o celkové délce sítě 521 km. Jezdí na něm normálněrozchodné soupravy typu Alstom Metropolis vyráběné ve spolupráci společnosti Alstom a místního výrobce. Celá síť ročně (2015) přepraví 717 miliónů cestujících.
Linka S1 spojuje Nankingské Jižní nádraží s mezinárodním letištěm Nanking Lu-kchou.